# 丹尼尔·莫洪
丹尼尔·莫洪（Daniel Mojon，1963年7月29日—）为一名瑞士眼科专家，被视为微创斜视手术（Minimally Invasive Strabismus Surgery）的发明者。

## 生涯
丹尼尔·莫洪为艺术史学家卢克·莫洪（Luc Mojon）之子，曾于伯尔尼大学和美国纽约哥伦比亚大学攻读医学；曾在伯尔尼的大学眼科专科和瑞士圣加仑州医院（Cantonal Hospital of St. Gallen）的眼科部担任高级职务；并曾于伯尔尼大学医院（Inselspital，又称“小岛医院”）任职斜视与神经眼科部的主任医师以及青光眼的门诊科主任。莫洪任职于瑞士圣加仑州医院的眼科门诊部期间，曾带领多个实验性眼描记法的研究室。2000年莫洪取得伯尔尼大学眼科专科的博士后授课资格，自那时起便开始在伯尔尼大学教书，并于2007年晋升该大学的名誉教授，同时也是奥地利林茨大学（Johannes Kepler University Linz）的眼科专科顾问。2012年辞去圣加仑州医院的职务，转而投入私人研究与实践当中。 莫洪与健康经济学家史蒂芬妮娅·莫洪亚兹（Stefania Mojon-Azzi）结婚。

## 科学成果
莫洪的科学研究聚焦于斜视带来的社会心理层面的影响。在多项研究中，他证明了斜视患者在日常生活中的不利处境，其遭受侮辱、轻蔑等问题。 
自1990年代起，莫洪专攻斜视治疗，并且研发了微创斜视手术（MISS），该技术通过仅两到三毫米的极小切口来打开结膜，与传统的汉姆斯（Harms）角膜缘切开术或帕克斯（Parks）所研发的穹窿手术有所不同。这项手术自引入起十年后，其方法较为安全和术后康复快速的特点受到广泛认可；然而，对于外科医生来说，与切口超过一厘米的传统斜视手术相比，这项技术的学习与操作难度更高。
莫洪将其他多项微创手术的技术引入眼部手术中：所谓的 VIP 技术（粘弹性和灌洗加压术 viscoelastic and irrigation pressurised technique，该技术是用于青光眼外科治疗的白内障手术和深层硬化剥离术。而青光眼为莫洪的另一个研究重心。他和他的研究小组共同证明了睡眠呼吸暂停综合征与此一常见眼部疾病之间的密切关系。
2016年，莫洪与多位瑞士眼科专家（包括迪特玛·图姆 Dietmar Thumm、阿尔伯特·弗朗切蒂 Albert Franceschetti 以及卡尔·赫伯特 Carl Herbort）共同成立了瑞士眼科学院（Swiss Academy of Ophthalmology）；积极推动实用眼科领域中的质量保证、研究和持续教育为该学院的成立宗旨。2018年九月的德国眼科学会（DOG German Ophthalmological Society）研讨会上，莫洪成为首位以微创眼部手术为发表主题进行专题演讲的瑞士眼科专家。 2019年四月，多伦多大学为表彰莫洪在眼科手术领域的创新贡献，尤其是 MISS 技术的发明，向其发出在杰克·克劳福德日展开荣誉演讲的邀请。2020年十一月，美国眼科学会（AAO American Academy of Ophthalmology）为表彰莫洪作为现代眼科手术领域的创新者，授予其“无名英雄”的殊荣，尽管当时该技术尚未获得充分认可。 2023年十月，由莫洪所推动的国际白内障外科医师大会首次在苏黎世举办。

## 著作
- Gerste Ronald D (2019): “Daniel Mojon – Pionier der Minimally Invasive Strabismus Surgery (MISS), Schielen ist auch ein Stigma”, in: Schweizerische Ärztezeitung, 100(9), pp. 317-8.
- Mojon Daniel, Fine Howard (Eds.): “Minimally Invasive Ophthalmic Surgery”, Springer, Berlin, 2010, ISBN 978-3-642-02601-0.
- Mojon DS (2016): “Früherkennung und Behandlung des Strabismus”, in: Therapeutische Umschau, 73, pp. 67-73.
- Mojon-Azzi SM, Mojon DS (2007): “Opinion of Headhunters about the Ability of Strabismic Subjects to obtain Employment”, in: Ophthalmologica, 221, pp. 430-3.
- Mojon-Azzi SM, Kunz A, Mojon DS (2011): “Strabismus and Discrimination in Children: are Children with Strabismus invited to Fewer Birthday Parties?” in: Br J Ophthalmol. 95, pp. 473-6.
- Kaup M, Mojon-Azzi SM, Kunz A, Mojon DS (2011): “Intraoperative Conversion Rate to a Large, Limbal Opening in Minimally Invasive Strabismus Surgery (MISS)”, in: Graefe’s Arch Clin Exp Ophthalmol. 249, pp. 1553-7.
- Mojon DS (2007): “Comparison of a New, Minimally Invasive Strabismus Surgery Technique with the Usual Limbal Approach for Rectus Muscle Recession and Plication”, in: Br J Ophthalmol. 91, pp. 76-82.
- Mojon DS (2008): “Minimally Invasive Strabismus Surgery for Horizontal Rectus Muscle Reoperations”, in: Br J Ophthalmol. 92, pp. 1648-1652.
- Mojon DS (2015): “Minimally Invasive Strabismus Surgery”, in: Eye (Lond). 29, pp. 225-233. doi:10.1038/eye.2014.281. Epub 2014 Nov 28.